# Saint-Martin-de-Sanzay
Saint-Martin-de-Sanzay é uma comuna francesa na região administrativa da Nova Aquitânia, no departamento de Deux-Sèvres. Estende-se por uma área de 24,69 km². Em 2010 a comuna tinha 1 101 habitantes (densidade: 44,6 hab./km²).